# Novodereven'kovskij rajon
Il Novodereven'kovskij rajon (in russo Новодеревеньковский район?) è un rajon dell'Oblast' di Orël, nella Russia europea; il capoluogo è Chomutovo.